# يفجيني إرمينكوف
يفجيني إرمينكوف (بالبلغارية: Евгени Ерменков)‏ Evgenij Ermenkov (ولد في 29 سبتمبر 1949) لاعب شطرنج بلغاري يحمل لقب أستاذ كبير.

## إنجازات
- فاز ببطولة بلغاريا للشطرنج أعوام 1973، 1975 (بعد مباراة تحديد الغالب)، 1976، 1979 (بعد مباراة تحديد الغالب)، 1984 (بالتعادل).
- فاز بعدة دورات دولية منها دورة ألبينا 1977، 1979، ودورة بلوفديف 1978، 1979، ودورة فارنا 1986، ودورة ديرين 1990، ودورة بيروت 2004، ودورة إمبريا 2005.

## ألقاب
- فاز بلقب أستاذ دولي عام 1974، ولقب أستاذ كبير عام 1977.

## روابط خارجية
- يفجيني إرمينكوف على موقع الاتحاد الدولي للشطرنج (الإنجليزية)
- يفجيني إرمينكوف على موقع مباريات الشطرنج (الإنجليزية)
- يفجيني إرمينكوف على موقع 365Chess.com (الإنجليزية)
- يفجيني إرمينكوف على موقع Chesstempo.com (الإنجليزية)
- يفجيني إرمينكوف سجل أولمبياد الشطرنج على موقع OlimpBase.org (الإنجليزية)